# Echinophoria hadra
Echinophoria hadra is een slakkensoort uit de familie van de Cassidae. De wetenschappelijke naam van de soort is voor het eerst geldig gepubliceerd in 1957 door Woodring & Olsson.